# چارلز لاکمن
چارلز لاکمن (به انگلیسی: Charles Luckman) معمار قرن بیستم اهل آمریکا بود.
او دانش آموختهٔ دانشگاه ایلینوی در اوربانا شامپاین بود، و پس از نقل مکان به لس آنجلس، کالیفرنیا نزد ویلیام پریرا کار کرد.
مرکز هنرهای عالی دانشگاه کالیفرنیا در لس‌آنجلس به افتخار او نامگذاری شده‌است.

## نگارخانه

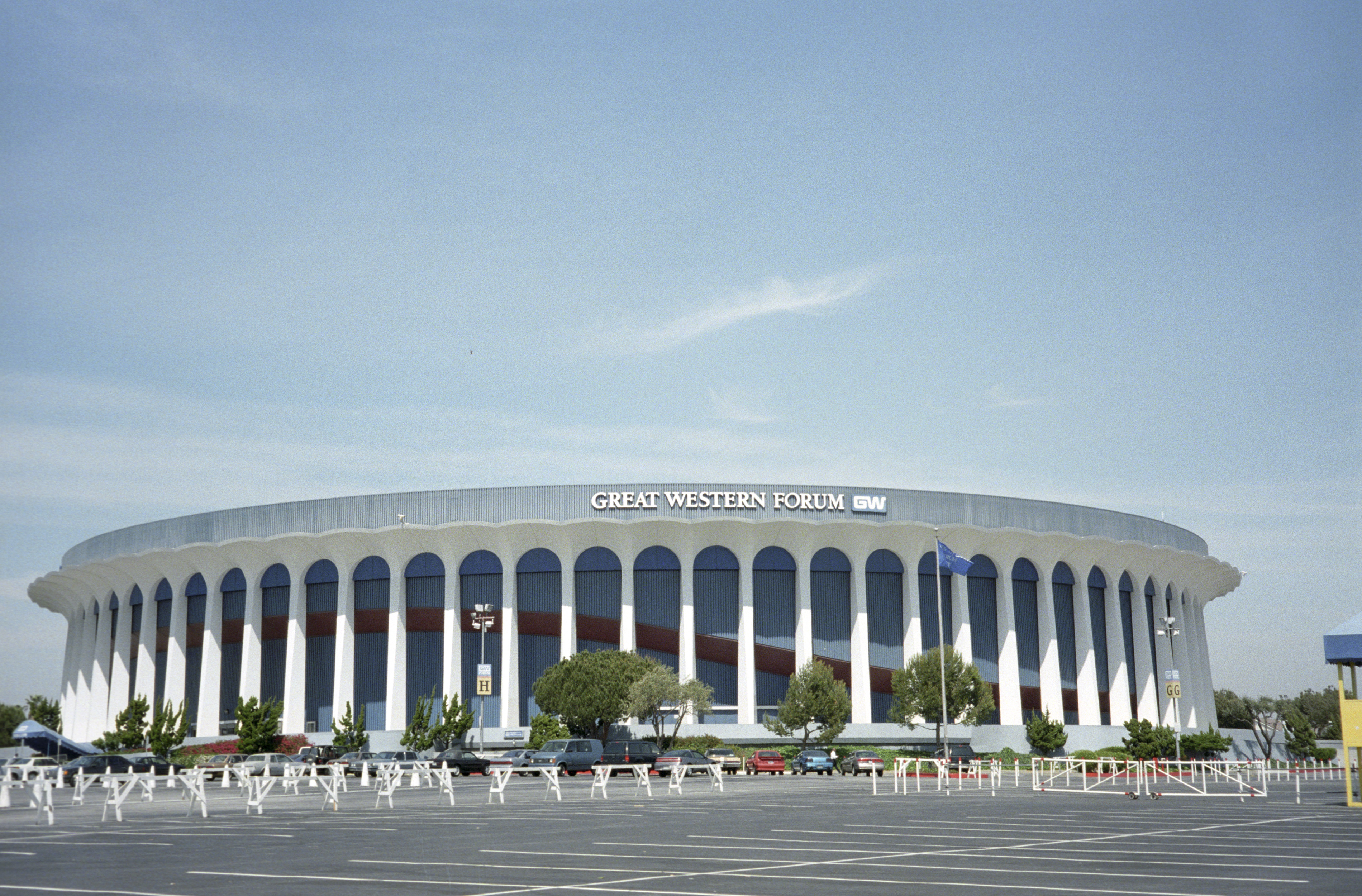
گریت وسترن فروم، لس آنجلس، ۱۹۶۴
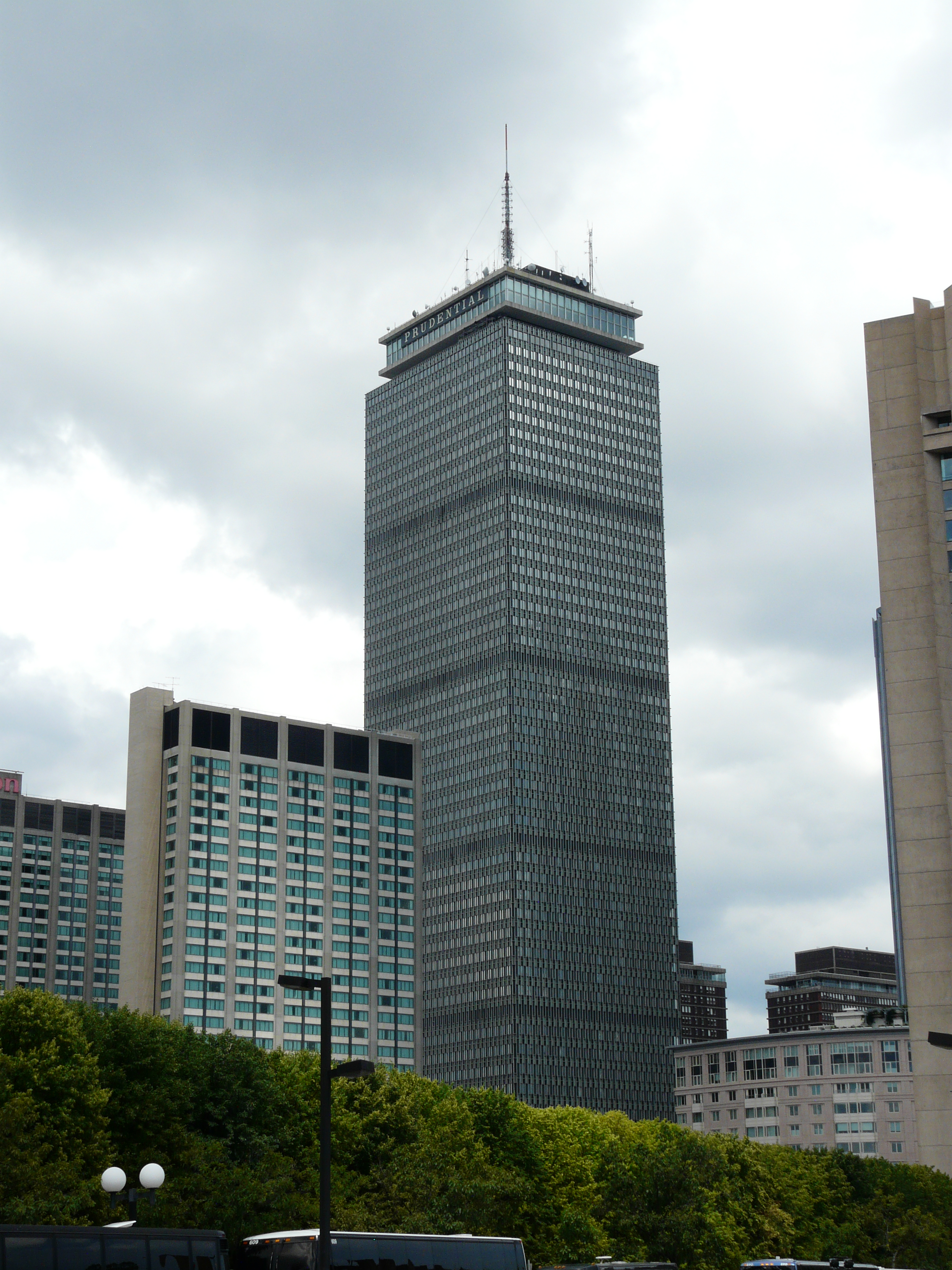
برج پرودنشال، بوستون، ۱۹۶۵
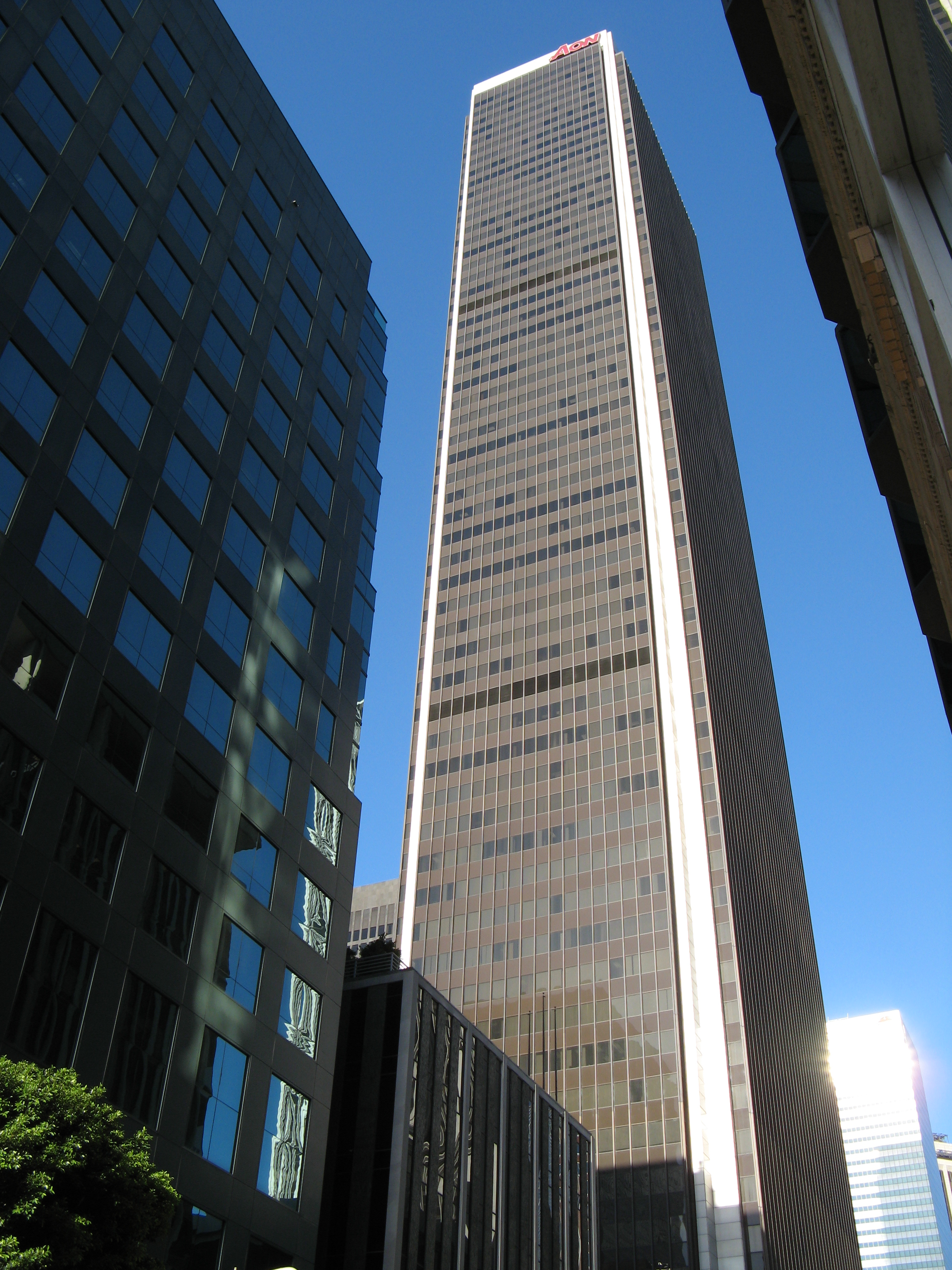
آئون سنتر، لس آنجلس، ۱۹۷۵
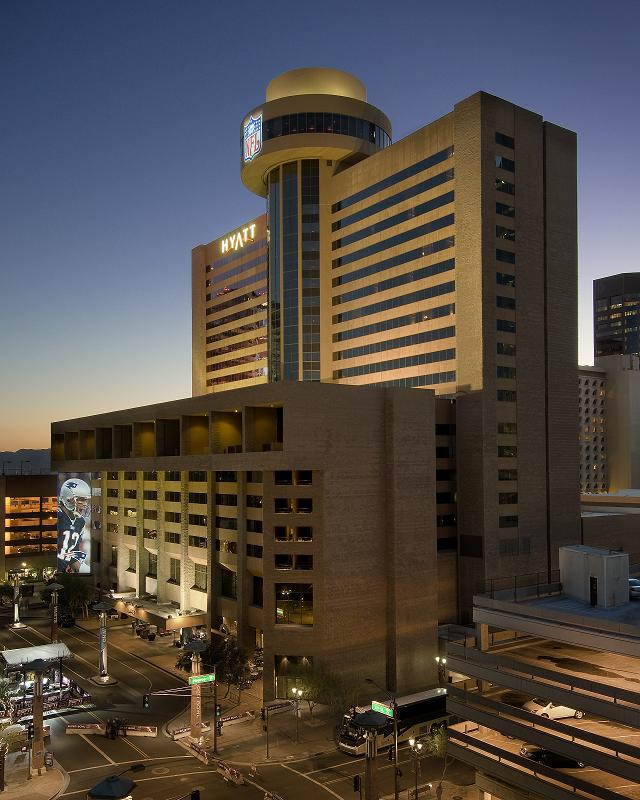
هتل هایت ریجنسی، فینیکس، ۱۹۷۶